# Edward Cooke (1772-1799)
Edward Cooke (né le 14 avril 1772 et mort le 25 mai 1799) était un officier de la Royal Navy de la fin du XVIIIe siècle, surtout connu pour son service pendant les guerres de la Révolution française. Cooke a acquis une notoriété au cours de la première année de la guerre en tant qu'officier subalterne lorsqu'il a été chargé des négociations de reddition de la ville portuaire française de Toulon. Le succès de Cooke conduisit à l'occupation britannique de la ville et au siège de Toulon qui s'ensuivit. Cooke est promu et reçoit par la suite le commandement de la frégate française capturée HMS Sybille et opère dans l'océan Indien. En 1798, il mena avec succès un raid sur le port de Manille aux Philippines espagnoles. L'année suivante, Cooke traqua et engagea la puissante frégate de raid française Forte dans le delta du Gange. Dans la bataille qui s'ensuivit, la Forte est capturé mais Cooke est blessé par un tir de mitraille. Il mourra des suites de ses blessures à Calcutta le 25 mai 1799 et sera inhumé avec les honneurs militaires.

## Biographie

### Jeunesse
Edward Cooke né le 14 avril 1772 à Harefield dans le Middlesex (Angleterre). Il est le fils de George et Penelope Cooke. Son père, était colonel et ses frères George Cooke et Henry Frederick Cooke deviendront également d'éminents officiers de l'armée britannique, tout comme son beau-père Edward Smith. Il rejoint la Royal Navy alors qu'il est encore enfant et en 1790, à 18 ans, il est promu lieutenant.

### Prise de Toulon
Il rejoint le HMS Victory en 1793 et sert dans la Méditerranée sous le commandement de l'amiral Samuel Hood pendant les guerres de la Révolution française. En août 1793, Hood est approché par des royalistes français proposant d'offrir aux britanniques la puissante ville portuaire navale de Toulon en échange d'une protection. Cooke qui connait le port de Toulon est mis à la tête d'une délégation britannique. Il entre subrepticement dans le port qui est patrouillé par des partisans républicains de la flotte au mouillage. Cooke essuie des tirs lors de son entrée dans le port mais parvient à négocier la reddition complète de la ville et de la flotte à Lord Hood.
Cooke devient ensuite aide de camps de Sir George Keith Elphinstone, qui est nommé gouverneur lors du siège de Toulon. En décembre 1793, la ville est finalement évacuée avec l'avancée des armées républicaines. 

### Siège de Calvi et commandement de la Sybille

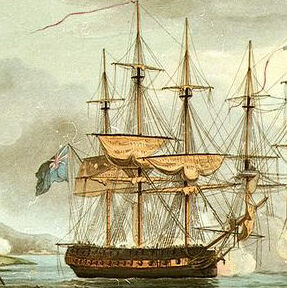
La Sybille, navire français capturé par les britanniques et confié au commandement de Cooke en 1794.

Pour ses services, Cooke est promu capitaine de poste, participant au siège de Calvi sous le commandement du capitaine Horatio Nelson. 
En 1794, Cooke reçoit le commandement de la frégate de 40 canons HMS Sybille, récemment capturée aux Français lors de la bataille de Mykonos. Il emmène la Sybille au cap de Bonne-Espérance puis vers l'est dans l'océan Indien en tant qu'escorte de convoi sous le commandement du contre-amiral Peter Rainier. 

### Raid sur Manille
En 1798, accompagnée du HMS Fox, la Sybille entre dans le port de Manille aux Philippines espagnoles déguisée en navire français et convainc les défenseurs de s'approcher pacifiquement, s'emparant ainsi de 200 prisonniers de guerre, qu'il libèrera avant de quitter la baie. Il obtient de ses observations et des captifs un descriptif de l'état des défenses de Manille, des informations sur un navire au trésor (qu'il cherchait à capturer et qui avait déjà été déchargé à Cavite) et la confirmation que l'escadron espagnol subissait d'importantes réparations et était donc indisponible pour des opérations. Cooke ayant eu confirmation que la ville était sans défense envoya un groupe de marin déguisés en espagnols capturer un escadron de canonnières stationné dans l'embouchure du fleuve Pasig dans une attaque sans combat. 
Après avoir libéré ses prisonniers, Cooke navigua vers le sud, attaquant sans succès Zamboanga avant de retourner à Macao. 

### Traque deLa Forteet décès

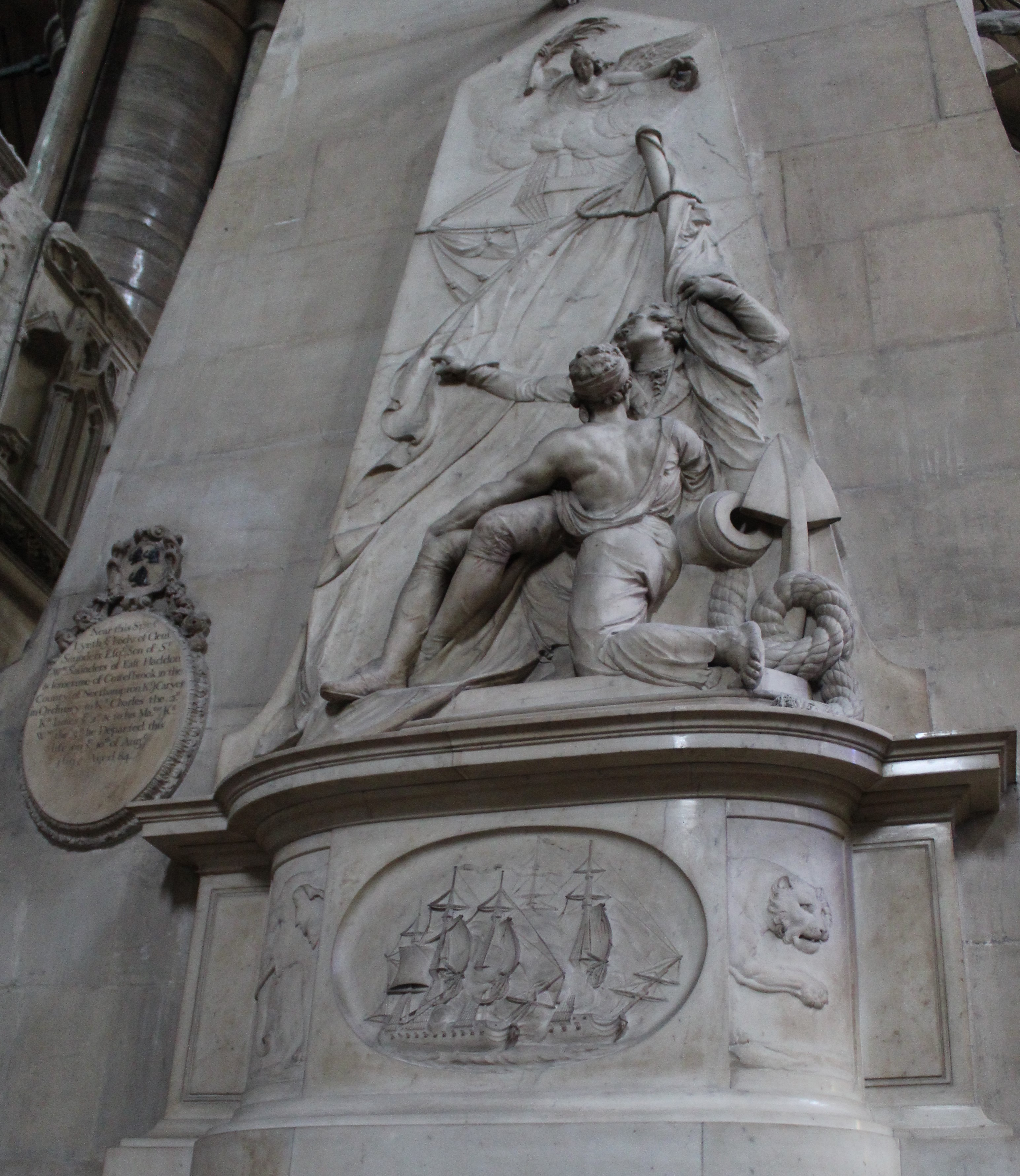
Monument à Cooke érigé à l'abbaye de Westminster. Le mémorial représente Cooke blessé et supporté par un marin lors du combat naval contre la Forte.

Au début de l'année 1799, la Sybille part de Madras (en Inde) à la recherche de la grande et puissante frégate française Forte, qui avait attaqué la marine marchande britannique sur l'embouchure du fleuve Hooghly (dans le delta du Gange), point de passage vers Calcutta.  
Le 28 février 1799 près de Balasore, Cooke aperçoit des lumières au loin et les suivant, il découvre la Forte et deux navires marchands récemment capturés. Attaquant immédiatement et dans l'obscurité, Cooke surprend avec succès la frégate française non préparée, infligeant de graves dommages lors des bordées initiales. Au plus fort de la bataille, Cooke est frappé par un tir de mitraille et est transporté à l'abri, blessé à la poitrine, aux bras et à la colonne vertébrale.  
Son lieutenant adjoint Lucius Hardyman prend le commandement et obtient la reddition de la Forte, qui est ensuite ramenée à Calcutta. Cooke est débarqué au port et reçoit des soins médicaux, mais ses blessures sont trop graves et il agonise pendant trois mois avant de finalement décéder le 25 mai 1799,.   

## Sépulture
Cooke est enterré avec tous les honneurs militaires à Calcutta sous un monument fourni en remerciement par la Compagnie des Indes orientales. Un grand mémorial du sculpteur John Bacon commémorant sa victoire sur la Forte et sa mort est élevé à l'abbaye de Westminster en 1806.